# Tibellus vitilis
Tibellus vitilis es una especie de araña cangrejo del género Tibellus, familia Philodromidae. Fue descrita científicamente por Simon en 1906.

## Distribución
Esta especie se encuentra en India y Sri Lanka.